# Orsa socken

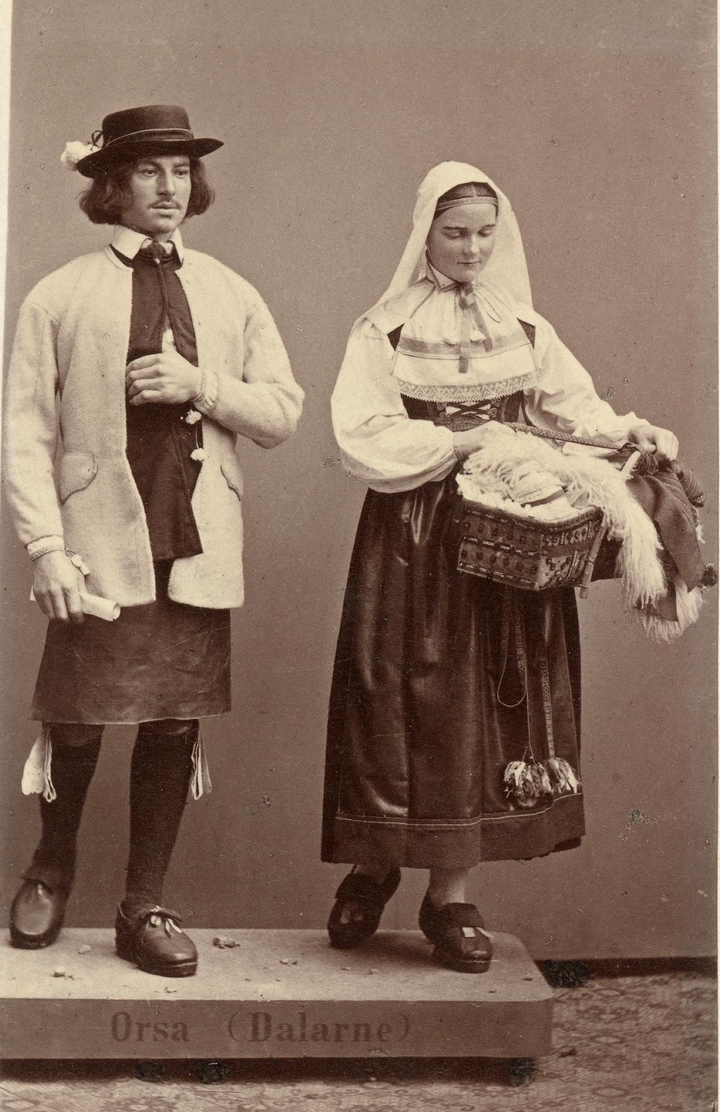
Orsadräkten

Orsa socken ligger i Dalarna och motsvarar området som sedan 1971 utgör Orsa kommun och från 2016 Orsa distrikt.
Socknens areal är 1 807,90 kvadratkilometer, varav 1 751,70 land. År 2020 fanns här 6 872 invånare. Tätorten Skattungbyn samt tätorten och kyrkbyn Orsa med sockenkyrkan Orsa kyrka ligger i socknen.  

## Administrativ historik
Orsa socken har medeltida ursprung. Omkring 1441 utbröts Ore församling som 1607 blev eget pastorat och Ore socken. 1 november 1846 överfördes en större del som senare blev Hamra församling till Los socken i Gävleborgs län.
Vid kommunreformen 1862 övergick socknens ansvar för de kyrkliga frågorna till Orsa församling och för de borgerliga frågorna till Orsa landskommun. 19 maj 1893 utbröts Skattunge församling som sedan återgick 3 juli 1925. Landskommunen ombildades 1971 till Orsa kommun.
1 januari 2016 inrättades distriktet Orsa, med samma omfattning som församlingen hade 1999/2000.
Socknen har tillhört fögderier, tingslag och domsagor enligt vad som beskrivs i artikeln Dalarna. De indelta soldaterna tillhörde Dalaregementet, Orsa kompani.

## Geografi
Orsa socken ligger kring Oreälven, Ämån, Orsasjön och Skattungen. Socknen har odlingsbygd vid sjöarna och vattendragen och är i övrigt en myr- och sjörik höglänt skogsbygd med höjder som i Korpmäki når 732 meter över havet.
I norr har socknen vidsträckta, mycket glesbebyggda skogsmarker, med byar som Hornberga, Näckådalen, Untorp, Emådalen, Gråtbäck, Rosentorp och Kvarnberg. Detta stora skogsområde ingår i Orsa finnmark.
Väster om Skattungen ligger Skattunge kapell, Sveriges äldsta baptistkapell. Vid Orsasjön låg Bäcka sanatorium, vilket i historisk tid varit järnbruk och porfyrverk. Vid Kallholsfors och Skattungbyn fanns förr kalkbrott. 
Genom socknen går europaväg 45 samt Inlandsbanan samt en gamla järnvägen Orsa-Voxna-Bollnäs.

## Historia
Boplatser från stenåldern samt gravar från järnåldern är funna. Vidare finns inom socknen omkring 350 fångstgropar samt slagg från lågteknisk järnhantering. Orsa skans ligger längs Oreälven och är från 1600-talet. Historisk är Orsa socken bekant för slipstenstillverkning samt hemslöjd. Från 1886 undveks helt kommunal beskattning, eftersom alla kommunala utgifter kunde täckas genom skogsmedelsfond från Orsa besparingsskog.

## Namnet
Namnet (1325 Orosum) är kommer möjligen från kyrkbyn men kommer ursprungligen från Oreälvens mynning i Orsasjön, Oruos. Förleden ora är en dialektvariant av ör, 'grus(bank)'. Efterleden är os, 'åmynning'.

## Befolkningsutveckling
| Befolkningsutvecklingen i Orsa socken 1750–2020 | Befolkningsutvecklingen i Orsa socken 1750–2020 | Befolkningsutvecklingen i Orsa socken 1750–2020 | Befolkningsutvecklingen i Orsa socken 1750–2020 | Befolkningsutvecklingen i Orsa socken 1750–2020 |
| --- | ----------------------------------------------- | ----------------------------------------------- | ----------------------------------------------- | ----------------------------------------------- |
| |                                                 |                                                 |                                                 |                                                 |
| År |                                                 |                                                 | Folkmängd                                       |                                                 |
| 1750 | 1750                                            |                                                 | 2 482                                           |                                                 |
| 1760 | 1760                                            |                                                 | 2 824                                           |                                                 |
| 1769 | 1769                                            |                                                 | 3 201                                           |                                                 |
| 1780 | 1780                                            |                                                 | 3 035                                           |                                                 |
| 1790 | 1790                                            |                                                 | 3 160                                           |                                                 |
| 1800 | 1800                                            |                                                 | 3 584                                           |                                                 |
| 1810 | 1810                                            |                                                 | 3 486                                           |                                                 |
| 1820 | 1820                                            |                                                 | 3 584                                           |                                                 |
| 1830 | 1830                                            |                                                 | 3 991                                           |                                                 |
| 1840 | 1840                                            |                                                 | 4 112                                           |                                                 |
| 1850 | 1850                                            |                                                 | 4 074                                           |                                                 |
| 1860 | 1860                                            |                                                 | 4 624                                           |                                                 |
| 1870 | 1870                                            |                                                 | 4 616                                           |                                                 |
| 1880 | 1880                                            |                                                 | 4 683                                           |                                                 |
| 1890 | 1890                                            |                                                 | 5 524                                           |                                                 |
| 1900 | 1900                                            |                                                 | 6 841                                           |                                                 |
| 1910 | 1910                                            |                                                 | 7 799                                           |                                                 |
| 1920 | 1920                                            |                                                 | 8 399                                           |                                                 |
| 1930 | 1930                                            |                                                 | 8 423                                           |                                                 |
| 1940 | 1940                                            |                                                 | 8 157                                           |                                                 |
| 1950 | 1950                                            |                                                 | 8 061                                           |                                                 |
| 1960 | 1960                                            |                                                 | 7 751                                           |                                                 |
| 1970 | 1970                                            |                                                 | 6 924                                           |                                                 |
| 1980 | 1980                                            |                                                 | 7 354                                           |                                                 |
| 1990 | 1990                                            |                                                 | 7 351                                           |                                                 |
| 2010 | 2010                                            |                                                 | 6 922                                           |                                                 |
| 2020 | 2020                                            |                                                 | 6 872                                           |                                                 |
| Anm: Inkluderar Skattunge kapell. Källa: Umeå universitet - Tabellverket 1749-1859, Demografiska databasen, CEDAR, Umeå universitet, Befolkning per församling, Folkmängden per distrikt, landskap, landsdel eller riket efter kön. År 2015 - 2022. |                                                 |                                                 |                                                 |                                                 |